# دریاچه ایسینگا
دریاچه ایسینگا (انگلیسی: Isinga) یک دریاچه در استان بوریاتیای کشور روسیه است.